# Ctenitis subconnexa
Ctenitis subconnexa là một loài thực vật có mạch trong họ Dryopteridaceae. Loài này được (H. Christ) Holttum miêu tả khoa học đầu tiên năm 1985.